# مقاطعة كشم
مقاطعة كِشِم (بالدرية: ولسوالی کشم) هي مقاطعة أفغانية في ولاية بدخشان، وتقع في شمال شرق أفغانستان. عاصمة المقاطعة هي مشهد. تقع المقاطعة في وادي كشم، وهي منطقة ريفية في المقام الأول على الطرف الغربي من الولاية، وهي موطن لحوالي 89833 ساكنًا، مما يجعلها ثاني أكثر المناطق اكتظاظًا بالسكان في المقاطعة.